# Lambdina trilinearia
Lambdina trilinearia är en fjärilsart som beskrevs av Alpheus Spring Packard 1876. Lambdina trilinearia ingår i släktet Lambdina och familjen mätare. Inga underarter finns listade i Catalogue of Life.